# Steenwinckel (Künstlerfamilie)
van Steenwinckel ist der Familienname einer flämischen Künstlerfamilie, die auch in Dänemark tätig war.
Zu den bekannteren Namensträgern gehörten:
- Laurens van Steenwinckel der Ältere (* wohl in Antwerpen), Architekt und um 1567 Stadtbaumeister in Emden
  - Hans van Steenwinckel der Ältere (* um 1545–1601), Architekt, Bildhauer und Dänischer Reichsbaumeister, Sohn von Laurens
    - Laurens van Steenwinckel (* um 1585–1619), Architekt und Bildhauer, Sohn Hans des Älteren
    - Hans van Steenwinckel der Jüngere (1587–1639), Architekt, Bildhauer und Königlich Dänischer Baumeister, Sohn Hans des Älteren
      - Hans van Steenwinckel (* vor 1639; † 1700), Architekt, Bildhauer und Königlich Dänischer Baumeister, Sohn Hans des Jüngeren

    - Willem van Steenwinckel (* um 1590; † 1653), Architekt, Sohn oder Neffe Hans des Älteren
    - Morten van Steenwinckel (1595–1646), Architekt und Maler, Sohn Hans des Älteren